# Cochran (Georgia)
Cochran è una città degli Stati Uniti d'America, situata nello Stato della Georgia e in particolare nella contea di Bleckley, della quale è il capoluogo.